# Park Spoor Noord

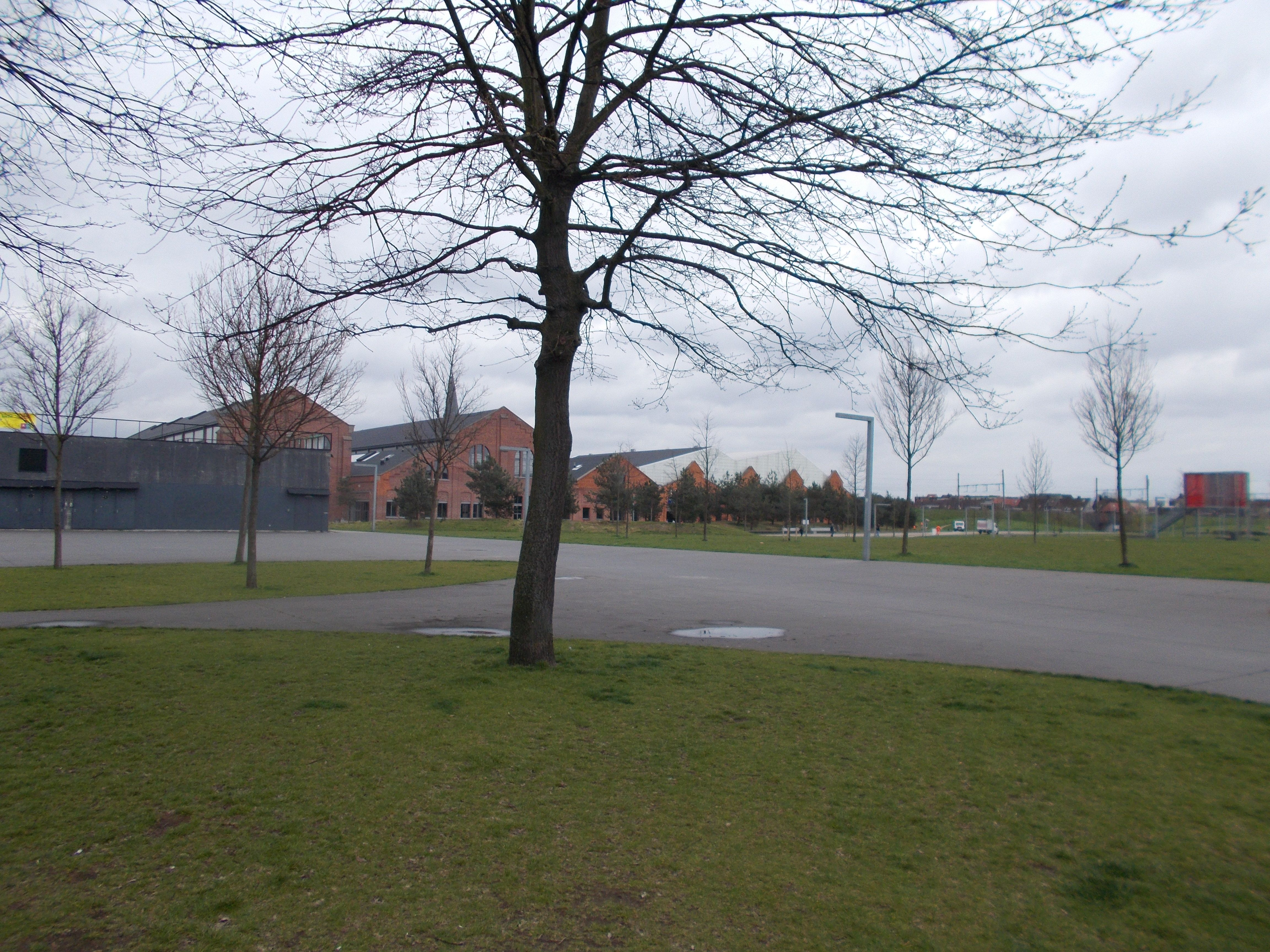
Park Spoor Noord

Der Park Spoor Noord ist ein Landschaftspark in Antwerpen, Belgien, der auf dem Gelände eines ehemaligen Bahnbetriebswerks der Belgischen Staatsbahn entstanden ist. Er befindet sich im Norden der Altstadt in unmittelbarer Nähe zum (alten) Hafen. Dabei wurde das alte Bahngelände „in eine moderne, nachhaltige und expansive Stadtlandschaft mit dem Schwerpunkt auf Grün, Licht, Raum, Erholung, Kultur und Sport verwandelt.“

## Geschichte
Bis zum Bau des Betriebshof im Jahre 1873 befanden sich auf dem Gelände die Reste der Festung von Dambrugge (später Fort Pereyra) und Lunet (später Stuivenberg Fort Carnot). Zur Zeit seiner größten Ausdehnung hatte der Betriebshof eine Fläche von 24 Hektar und war 1,6 km lang. Er bildete einen Keil zwischen den Bezirken Dam, Stuivenberg und Seefhoek. Bis ins Jahr 2001 wurden dort über ein Jahrhundert lang zahlreiche Waggons und Lokomotiven gewartet und repariert und Güterzüge von der umliegenden Industrie abgefertigt, sodass das Bahngelände zum Teil auch als Rangierbahnhof genutzt wurde. Bekannt war die Bahnanlage auch als Ausbildungsplatz. Heute befindet sich weiter nördlich ein neues Depot.
Bereits im Jahr 1998 wurde das Gebiet im Rahmen eines Regionalplans als Stadtentwicklungsgebiet ausgewiesen. Diese Entscheidung war zunächst von Skepsis überschattet, nicht zuletzt wegen der Bedeutung als mögliches Industriedenkmal. Außerdem spielte auch der negative Ruf der benachbarten Stadtteile eine Rolle, da der Nutzen eines Parks in dieser kritischen Umgebung angezweifelt wurde. Umfragen bei den Bewohnern in den betreffenden Vierteln zeigten jedoch, dass der Wunsch nach einer Grünfläche vorhanden war, um der extremen Dichte im Umfeld entgegenzuwirken. Die anliegenden Viertel sind nämlich stark von Hochhäusern mit kaum angrenzenden Grünbereichen geprägt. Die Nationale Gesellschaft der Belgischen Eisenbahnen veräußerte die Fläche zu einem symbolischen Betrag von einem Euro an die Stadt und übernahm für eine 192.000 m² große Teilfläche die Sanierung selbst.
Baubeginn der Parkanlage war 2005. Die Entwürfe stammten von dem Studio Associato Secchi-Viganò der italienischen Designer Bernardo Secchi und Paola Viganò, in Zusammenarbeit mit Meertens & Steffens, Buro Kromwijk und Iris Beratung. In den Jahren 2008 und 2009 wurden zunächst der westliche Teil und später auch der östliche Teil des Parks für die Öffentlichkeit geöffnet. Der Park wurde sofort ein Erfolg. Im Sommer kommen dort Tausende von Menschen zusammen.
Im Mai 2016 wurde auf dem Parkgelände die belgische Triathletin Sofie Goos Opfer einer Messerattacke, bei der sie schwer verletzt wurde. Der Täter konnte anschließend gestellt werden.

## Akteure
Besonders hervorzuheben ist die Akteursstruktur bei der Umsetzung des Konzeptes:
- die Stadt als Regisseur,
- SNCB als Eigentümer,
- die belgische Bundesregierung als Kreditgeber.[1]

Zudem spielte die Bürgerbeteiligung eine herausragende Rolle.

## Konzept und Anlage

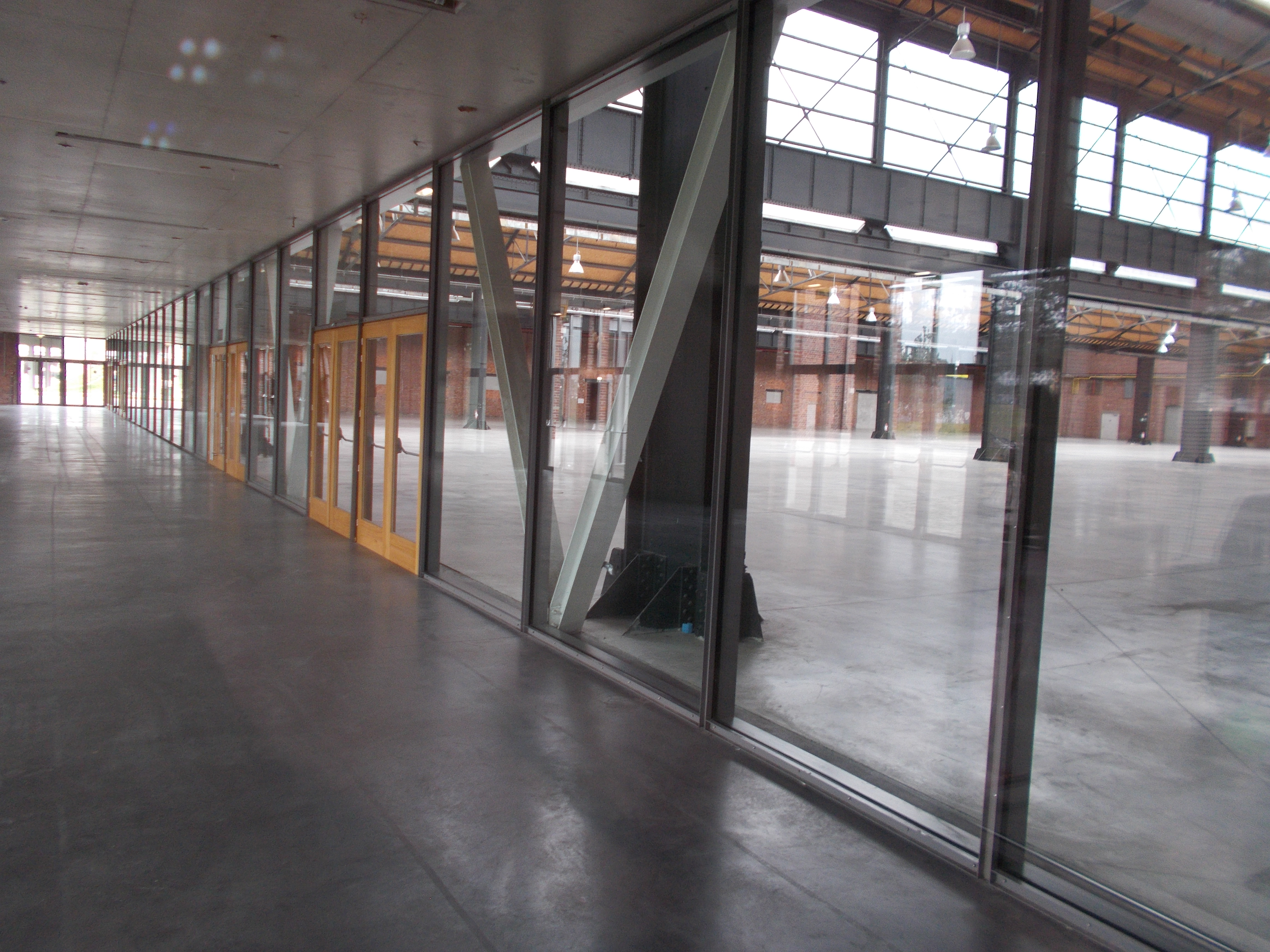
Alte Wagenhalle wird als Sporthalle genutzt

Der Park besteht zum größten Teil aus unbewachsenen Freiflächen. Dies soll ein Gefühl von Freiheit geben. Hauptmerkmal des Parks Spoor Noord ist seine Dimension: eine breite und einfach gestaltete Rasenfläche, die mit Wegen durchzogen ist, welche die verschiedenen Stadtteile miteinander und mit dem Park verbinden. Gärten, Sportplätze und kleine Wälder ermöglichen eine Vielfalt an verschiedenen Tätigkeiten. Vor allem die Aspekte der Nachhaltigkeit stehen bei dem Konzept im Vordergrund.
Unter den Freizeitmöglichkeiten bietet der Park unter anderem Abenteuer-Spielplätze, eine BMX-Piste, einen Skateboard-Parcours, einen Basketballplatz, Tischtennisplatten und einen Wasserspielplatz mit riesigen Fontänen. Natürlich kann man aber auch durch den Park flanieren oder radeln.
Zudem gibt es eine eigene kleine Park-Bar, die vor allem im Sommer kühle Getränke und Snacks anbietet.
In der Umgebung des Parks befindet sich auch ein Carsharing-Standort.
Der Park wird auch als Veranstaltungsort genutzt, z. B. für den Antwerpen Santa Run und die Modenschau der naheliegenden Modeschule.
Einige der Wagenhallen und Werkstattgebäude wurden erhalten und in Sporthallen bzw. Eventhallen umfunktioniert. Im Gebäude der ehemaligen Verwaltung befindet sich heute eine Musikschule.